# Grand Prix-wegrace van San Marino
De Grand Prix van San Marino (volledig: Grand Prix van San Marino en de kust van Rimini) voor motorfietsen is een motorsportrace, die sinds 1981 met enkele onderbrekingen wordt verreden en meetelt voor het wereldkampioenschap wegrace. Het evenement vindt plaats op het Misano World Circuit Marco Simoncelli in de buurt van de Italiaanse badplaats Misano Adriatico.
Tussen 1981 en 1984 wisselden de circuits waar het evenement werd verreden elkaar jaarlijks af. In 1981 en 1983 vond de race plaats in Imola; in 1982 en 1984 op het Mugello-circuit. Vanaf 1985 werd het evenement met enkele onderbrekingen tot 1993 op het Circuito Internazionale Santamonica, het tegenwoordige Misano verreden om vervolgens van de kalender te verdwijnen.
In 2007 keerde de race terug op de kalender en wordt sindsdien verreden op het een jaar ervoor vernieuwde en van Santamonica in Misano World Circuit hernoemde circuit. In 2012 werd het circuit hernoemd in Misano World Circuit Marco Simoncelli ter nagedachtenis aan de lokale motorcoureur Marco Simoncelli, die in 2011 overleed tijdens de Grand Prix-wegrace van Maleisië.

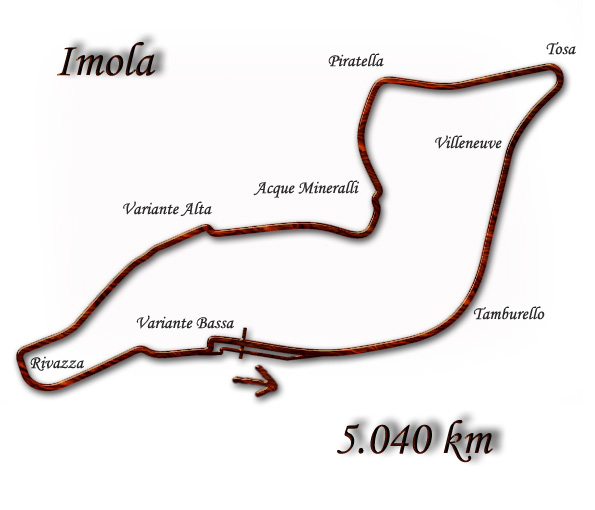
Autodromo Enzo e Dino Ferrari in Imola
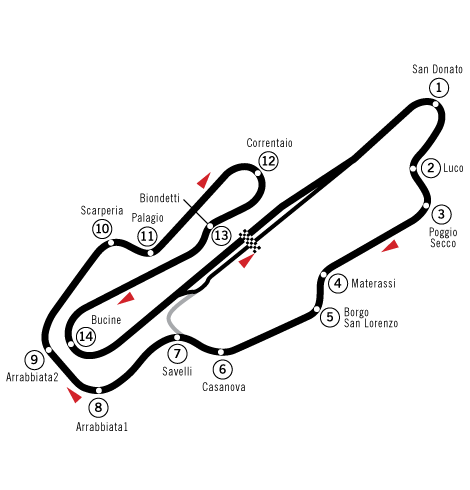
Autodromo Internazionale del Mugello
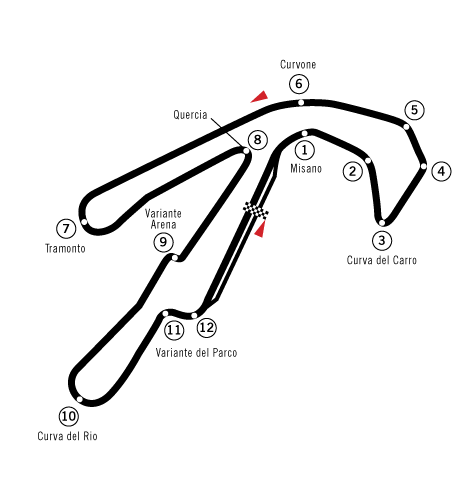
Autodromo di Santamonica in Misano
Misano World Circuit Marco Simoncelli

## Resultaten van de Grote Prijs van San Marino
| Editie | Jaar | Circuit | Klasse     | 1e                                              | 2e                                               | 3e                                               | Poleposition                                     | Snelste ronde                                   |
| ------ | ---- | ------- | ---------- | ----------------------------------------------- | ------------------------------------------------ | ------------------------------------------------ | ------------------------------------------------ | ----------------------------------------------- |
| 1      | 1981 | Imola   | 50 cc      | Ricardo Tormo (Motul-Bultaco)                   | Henk van Kessel (Van Veen-Kreidler)              | Theo Timmer (Motul-Bultaco)                      | Ricardo Tormo (Motul-Bultaco)                    | Ricardo Tormo (Motul-Bultaco)                   |
| 1      | 1981 | Imola   | 125 cc     | Loris Reggiani (Minarelli)                      | Ángel Nieto (Minarelli)                          | Pier Paolo Bianchi (MBA)                         | Loris Reggiani (Minarelli)                       | Ángel Nieto (Minarelli)                         |
| 1      | 1981 | Imola   | 250 cc     | Toni Mang (Kawasaki)                            | Roland Freymond (Ad Maiora)                      | Jean-François Baldé (Kawasaki)                   | Toni Mang (Kawasaki)                             | Toni Mang (Kawasaki)                            |
| 1      | 1981 | Imola   | 500 cc     | Marco Lucchinelli (Suzuki)                      | Barry Sheene (Yamaha)                            | Graeme Crosby (Suzuki)                           | Marco Lucchinelli (Suzuki)                       | Barry Sheene (Yamaha)                           |
|        |      |         |            |                                                 |                                                  |                                                  |                                                  |                                                 |
| 2      | 1982 | Mugello | 50 cc      | Eugenio Lazzarini (Garelli)                     | Stefan Dörflinger (Rieju)                        | Giuseppe Ascareggi (Rieju)                       | Eugenio Lazzarini (Garelli)                      | Eugenio Lazzarini (Garelli)                     |
| 2      | 1982 | Mugello | 250 cc     | Toni Mang (Kawasaki)                            | Jean-Louis Tournadre (Yamaha)                    | Roland Freymond (MBA)                            | Carlos Lavado (Yamaha)                           | Carlos Lavado (Yamaha)                          |
| 2      | 1982 | Mugello | 500 cc     | Freddie Spencer (Honda)                         | Randy Mamola (Suzuki)                            | Graeme Crosby (Yamaha)                           | Freddie Spencer (Honda)                          | Takazumi Katayama (Honda)                       |
| 2      | 1982 | Mugello | Zijspannen | Alain Michel / Michael Burkhard (Seymaz-Yamaha) | Werner Schwärzel / Andreas Huber (Seymaz-Yamaha) | Masato Kumano / Kunio Takeshima (LCR-Yamaha)     | Egbert Streuer / Bernard Schnieders (LCR-Yamaha) | Alain Michel / Michael Burkhard (Seymaz-Yamaha) |
|        |      |         |            |                                                 |                                                  |                                                  |                                                  |                                                 |
| 3      | 1983 | Imola   | 50 cc      | Ricardo Tormo (Garelli)                         | Stefan Dörflinger (Krauser)                      | Claudio Lusuardi (Rieju)                         | Stefan Dörflinger (Krauser)                      | Ricardo Tormo (Garelli)                         |
| 3      | 1983 | Imola   | 125 cc     | Maurizio Vitali (MBA)                           | Hans Müller (MBA)                                | Pierluigi Aldrovandi (MBA)                       | Ricardo Tormo (MBA)                              | Ángel Nieto (Garelli)                           |
| 3      | 1983 | Imola   | 500 cc     | Kenny Roberts sr. (Yamaha)                      | Freddie Spencer (Honda)                          | Eddie Lawson (Yamaha)                            | Kenny Roberts sr. (Yamaha)                       | Kenny Roberts sr. (Yamaha)                      |
| 3      | 1983 | Imola   | Zijspannen | Rolf Biland / Kurt Waltisperg (LCR-Yamaha)      | Alain Michel / Claude Monchaud (LCR-Yamaha)      | Werner Schwärzel / Andreas Huber (Seymaz-Yamaha) | Alain Michel / Claude Monchaud (LCR-Yamaha)      | Rolf Biland / Kurt Waltisperg (LCR-Yamaha)      |
|        |      |         |            |                                                 |                                                  |                                                  |                                                  |                                                 |
| 4      | 1984 | Mugello | 80 cc      | Gerhard Waibel (Real)                           | Jorge Martínez (Derbi)                           | Hubert Abold (Zündapp)                           | Stefan Dörflinger (Zündapp)                      | Jorge Martínez (Derbi)                          |
| 4      | 1984 | Mugello | 125 cc     | Maurizio Vitali (MBA)                           | Eugenio Lazzarini (Garelli)                      | Fausto Gresini (Garelli)                         | Maurizio Vitali (MBA)                            | Ángel Nieto (Garelli)                           |
| 4      | 1984 | Mugello | 250 cc     | Manfred Herweh (Real)                           | Carlos Lavado (Yamaha)                           | Jacques Cornu (Yamaha)                           | Carlos Lavado (Yamaha)                           | Martin Wimmer (Yamaha)                          |
| 4      | 1984 | Mugello | 500 cc     | Randy Mamola (Honda)                            | Raymond Roche (Honda)                            | Ron Haslam (Honda)                               | Raymond Roche (Honda)                            | Randy Mamola (Honda)                            |
|        |      |         |            |                                                 |                                                  |                                                  |                                                  |                                                 |
| 5      | 1985 | Misano  | 80 cc      | Jorge Martínez (Derbi)                          | Ian McConnachie (Krauser)                        | Stefan Dörflinger (Krauser)                      | Jorge Martínez (Derbi)                           | Ian McConnachie (Krauser)                       |
| 5      | 1985 | Misano  | 125 cc     | Fausto Gresini (Garelli)                        | Ezio Gianola (Garelli)                           | Maurizio Vitali (MBA)                            | Fausto Gresini (Garelli)                         | Bruno Kneubühler (LCR)                          |
| 5      | 1985 | Misano  | 250 cc     | Carlos Lavado (Yamaha)                          | Toni Mang (Honda)                                | Loris Reggiani (Aprilia)                         | Carlos Lavado (Yamaha)                           | Carlos Lavado (Yamaha)                          |
| 5      | 1985 | Misano  | 500 cc     | Eddie Lawson (Yamaha)                           | Wayne Gardner (Honda)                            | Randy Mamola (Honda)                             | Eddie Lawson (Yamaha)                            | Eddie Lawson (Yamaha)                           |
|        |      |         |            |                                                 |                                                  |                                                  |                                                  |                                                 |
| 6      | 1986 | Misano  | 80 cc      | Pier Paolo Bianchi (Seel)                       | Jorge Martínez (Derbi)                           | Manuel Herreros (Derbi)                          | Jorge Martínez (Derbi)                           | Pier Paolo Bianchi (Seel)                       |
| 6      | 1986 | Misano  | 125 cc     | August Auinger (Bartol)                         | Luca Cadalora (Garelli)                          | Fausto Gresini (Garelli)                         | Fausto Gresini (Garelli)                         | August Auinger (Bartol)                         |
| 6      | 1986 | Misano  | 250 cc     | Tadahiko Taira (Yamaha)                         | Sito Pons (Honda)                                | Dominique Sarron (Honda)                         | Carlos Lavado (Yamaha)                           | Carlos Lavado (Yamaha)                          |
| 6      | 1986 | Misano  | 500 cc     | Eddie Lawson (Yamaha)                           | Wayne Gardner (Honda)                            | Randy Mamola (Yamaha)                            | Eddie Lawson (Yamaha)                            | Eddie Lawson (Yamaha)                           |
|        |      |         |            |                                                 |                                                  |                                                  |                                                  |                                                 |
| 7      | 1987 | Misano  | 80 cc      | Manuel Herreros (Derbi)                         | Stefan Dörflinger (Krauser)                      | Ian McConnachie (Krauser)                        | Jorge Martínez (Derbi)                           | Manuel Herreros (Derbi)                         |
| 7      | 1987 | Misano  | 125 cc     | Fausto Gresini (Garelli)                        | August Auinger (MBA)                             | Paolo Casoli (LCR-MBA)                           | Fausto Gresini (Garelli)                         | Fausto Gresini (Garelli)                        |
| 7      | 1987 | Misano  | 250 cc     | Loris Reggiani (Aprilia)                        | Luca Cadalora (Yamaha)                           | Sito Pons (Honda)                                | Luca Cadalora (Yamaha)                           | Luca Cadalora (Yamaha)                          |
| 7      | 1987 | Misano  | 500 cc     | Randy Mamola (Yamaha)                           | Eddie Lawson (Yamaha)                            | Wayne Gardner (Honda)                            | Eddie Lawson (Yamaha)                            | Randy Mamola (Yamaha)                           |
|        |      |         |            |                                                 |                                                  |                                                  |                                                  |                                                 |
| 8      | 1991 | Mugello | 125 cc     | Peter Öttl (Rotax)                              | Loris Capirossi (Honda)                          | Fausto Gresini (Honda)                           | Noboru Ueda (Honda)                              | Peter Öttl (Rotax)                              |
| 8      | 1991 | Mugello | 250 cc     | Luca Cadalora (Honda)                           | Carlos Cardús (Honda)                            | Loris Reggiani (Aprilia)                         | Helmut Bradl (Honda)                             | Luca Cadalora (Honda)                           |
| 8      | 1991 | Mugello | 500 cc     | Wayne Rainey (Yamaha)                           | Kevin Schwantz (Suzuki)                          | Mick Doohan (Honda)                              | Kevin Schwantz (Suzuki)                          | Kevin Schwantz (Suzuki)                         |
| 8      | 1991 | Mugello | Zijspannen | Alain Michel / Simon Birchall (LCR-Krauser)     | Steve Webster / Gavin Simmons (LCR-Krauser)      | Markus Egloff / Urs Egloff (SMS-Krauser)         | Steve Webster / Gavin Simmons (LCR-Krauser)      | Rolf Biland / Kurt Waltisperg (LCR-Honda)       |
|        |      |         |            |                                                 |                                                  |                                                  |                                                  |                                                 |
| 9      | 1993 | Mugello | 125 cc     | Dirk Raudies (Honda)                            | Kazuto Sakata (Honda)                            | Akira Saitō (Honda)                              | Kazuto Sakata (Honda)                            | Carlos Giró jr. (Aprilia)                       |
| 9      | 1993 | Mugello | 250 cc     | Loris Capirossi (Honda)                         | Loris Reggiani (Aprilia)                         | Tetsuya Harada (Yamaha)                          | Loris Reggiani (Aprilia)                         | Jean-Philippe Ruggia (Aprilia)                  |
| 9      | 1993 | Mugello | 500 cc     | Mick Doohan (Honda)                             | Kevin Schwantz (Suzuki)                          | Wayne Rainey (Yamaha)                            | Mick Doohan (Honda)                              | Mick Doohan (Honda)                             |
|        |      |         |            |                                                 |                                                  |                                                  |                                                  |                                                 |
| 10     | 2007 | Misano  | 125 cc     | Mattia Pasini (Aprilia)                         | Gábor Talmácsi (Aprilia)                         | Tomoyoshi Koyama (KTM)                           | Lukáš Pešek (Derbi)                              | Mattia Pasini (Aprilia)                         |
| 10     | 2007 | Misano  | 250 cc     | Jorge Lorenzo (Aprilia)                         | Hiroshi Aoyama (KTM)                             | Héctor Barberá (Aprilia)                         | Jorge Lorenzo (Aprilia)                          | Hiroshi Aoyama (KTM)                            |
| 10     | 2007 | Misano  | MotoGP     | Casey Stoner (Ducati)                           | Chris Vermeulen (Suzuki)                         | John Hopkins (Suzuki)                            | Casey Stoner (Ducati)                            | Casey Stoner (Ducati)                           |
|        |      |         |            |                                                 |                                                  |                                                  |                                                  |                                                 |
| 11     | 2008 | Misano  | 125 cc     | Gábor Talmácsi (Aprilia)                        | Bradley Smith (Aprilia)                          | Simone Corsi (Aprilia)                           | Gábor Talmácsi (Aprilia)                         | Gábor Talmácsi (Aprilia)                        |
| 11     | 2008 | Misano  | 250 cc     | Álvaro Bautista (Aprilia)                       | Yuki Takahashi (Honda)                           | Héctor Barberá (Aprilia)                         | Héctor Barberá (Aprilia)                         | Marco Simoncelli (Gilera)                       |
| 11     | 2008 | Misano  | MotoGP     | Valentino Rossi (Yamaha)                        | Jorge Lorenzo (Yamaha)                           | Toni Elías (Ducati)                              | Casey Stoner (Ducati)                            | Valentino Rossi (Yamaha)                        |
|        |      |         |            |                                                 |                                                  |                                                  |                                                  |                                                 |
| 12     | 2009 | Misano  | 125 cc     | Julián Simón (Aprilia)                          | Nicolás Terol (Aprilia)                          | Bradley Smith (Aprilia)                          | Bradley Smith (Aprilia)                          | Pol Espargaró (Aprilia)                         |
| 12     | 2009 | Misano  | 250 cc     | Héctor Barberá (Aprilia)                        | Mattia Pasini (Aprilia)                          | Álvaro Bautista (Aprilia)                        | Hiroshi Aoyama (Honda)                           | Hiroshi Aoyama (Honda)                          |
| 12     | 2009 | Misano  | MotoGP     | Valentino Rossi (Yamaha)                        | Jorge Lorenzo (Yamaha)                           | Dani Pedrosa (Honda)                             | Valentino Rossi (Yamaha)                         | Valentino Rossi (Yamaha)                        |
|        |      |         |            |                                                 |                                                  |                                                  |                                                  |                                                 |
| 13     | 2010 | Misano  | 125 cc     | Marc Márquez (Derbi)                            | Nicolás Terol (Aprilia)                          | Efrén Vázquez (Derbi)                            | Bradley Smith (Aprilia)                          | Marc Márquez (Derbi)                            |
| 13     | 2010 | Misano  | Moto2      | Toni Elías (Moriwaki)                           | Julián Simón (Suter)                             | Thomas Lüthi (Moriwaki)                          | Toni Elías (Moriwaki)                            | Alex de Angelis (Motobi)                        |
| 13     | 2010 | Misano  | MotoGP     | Dani Pedrosa (Honda)                            | Jorge Lorenzo (Yamaha)                           | Valentino Rossi (Yamaha)                         | Dani Pedrosa (Honda)                             | Dani Pedrosa (Honda)                            |
|        |      |         |            |                                                 |                                                  |                                                  |                                                  |                                                 |
| 14     | 2011 | Misano  | 125 cc     | Nicolás Terol (Aprilia)                         | Johann Zarco (Derbi)                             | Efrén Vázquez (Derbi)                            | Johann Zarco (Derbi)                             | Johann Zarco (Derbi)                            |
| 14     | 2011 | Misano  | Moto2      | Marc Márquez (Suter)                            | Stefan Bradl (Kalex)                             | Andrea Iannone (Suter)                           | Stefan Bradl (Kalex)                             | Andrea Iannone (Suter)                          |
| 14     | 2011 | Misano  | MotoGP     | Jorge Lorenzo (Yamaha)                          | Dani Pedrosa (Honda)                             | Casey Stoner (Honda)                             | Casey Stoner (Honda)                             | Jorge Lorenzo (Yamaha)                          |
|        |      |         |            |                                                 |                                                  |                                                  |                                                  |                                                 |
| 15     | 2012 | Misano  | Moto3      | Sandro Cortese (KTM)                            | Luis Salom (Kalex-KTM)                           | Romano Fenati (FTR-Honda)                        | Sandro Cortese (KTM)                             | Álex Rins (Suter-Honda)                         |
| 15     | 2012 | Misano  | Moto2      | Marc Márquez (Suter)                            | Pol Espargaró (Kalex)                            | Andrea Iannone (Speed Up)                        | Marc Márquez (Suter)                             | Marc Márquez (Suter)                            |
| 15     | 2012 | Misano  | MotoGP     | Jorge Lorenzo (Yamaha)                          | Valentino Rossi (Ducati)                         | Álvaro Bautista (Honda)                          | Jorge Lorenzo (Yamaha)                           | Dani Pedrosa (Honda)                            |
|        |      |         |            |                                                 |                                                  |                                                  |                                                  |                                                 |
| 16     | 2013 | Misano  | Moto3      | Álex Rins (KTM)                                 | Maverick Viñales (KTM)                           | Álex Márquez (KTM)                               | Jonas Folger (Kalex-KTM)                         | Álex Márquez (KTM)                              |
| 16     | 2013 | Misano  | Moto2      | Pol Espargaró (Kalex)                           | Takaaki Nakagami (Kalex)                         | Esteve Rabat (Kalex)                             | Pol Espargaró (Kalex)                            | Pol Espargaró (Kalex)                           |
| 16     | 2013 | Misano  | MotoGP     | Jorge Lorenzo (Yamaha)                          | Marc Márquez (Honda)                             | Dani Pedrosa (Honda)                             | Marc Márquez (Honda)                             | Marc Márquez (Honda)                            |
|        |      |         |            |                                                 |                                                  |                                                  |                                                  |                                                 |
| 17     | 2014 | Misano  | Moto3      | Álex Rins (Honda)                               | Álex Márquez (Honda)                             | Jack Miller (KTM)                                | Jack Miller (KTM)                                | Juan Francisco Guevara (Kalex-KTM)              |
| 17     | 2014 | Misano  | Moto2      | Esteve Rabat (Kalex)                            | Mika Kallio (Kalex)                              | Johann Zarco (Caterham-Suter)                    | Mika Kallio (Kalex)                              | Esteve Rabat (Kalex)                            |
| 17     | 2014 | Misano  | MotoGP     | Valentino Rossi (Yamaha)                        | Jorge Lorenzo (Yamaha)                           | Dani Pedrosa (Honda)                             | Jorge Lorenzo (Yamaha)                           | Marc Márquez (Honda)                            |
|        |      |         |            |                                                 |                                                  |                                                  |                                                  |                                                 |
| 18     | 2015 | Misano  | Moto3      | Enea Bastianini (Honda)                         | Miguel Oliveira (KTM)                            | Niccolò Antonelli (Honda)                        | Enea Bastianini (Honda)                          | Niccolò Antonelli (Honda)                       |
| 18     | 2015 | Misano  | Moto2      | Johann Zarco (Kalex)                            | Esteve Rabat (Kalex)                             | Takaaki Nakagami (Kalex)                         | Johann Zarco (Kalex)                             | Jonas Folger (Kalex)                            |
| 18     | 2015 | Misano  | MotoGP     | Marc Márquez (Honda)                            | Bradley Smith (Yamaha)                           | Scott Redding (Honda)                            | Jorge Lorenzo (Yamaha)                           | Jorge Lorenzo (Yamaha)                          |
|        |      |         |            |                                                 |                                                  |                                                  |                                                  |                                                 |
| 18     | 2016 | Misano  | Moto3      | Brad Binder (KTM)                               | Enea Bastianini (Honda)                          | Joan Mir (KTM)                                   | Brad Binder (KTM)                                | Andrea Locatelli (KTM)                          |
| 18     | 2016 | Misano  | Moto2      | Lorenzo Baldassarri (Kalex)                     | Álex Rins (Kalex)                                | Takaaki Nakagami (Kalex)                         | Johann Zarco (Kalex)                             | Álex Rins (Kalex)                               |
| 18     | 2016 | Misano  | MotoGP     | Dani Pedrosa (Honda)                            | Valentino Rossi (Yamaha)                         | Jorge Lorenzo (Yamaha)                           | Jorge Lorenzo (Yamaha)                           | Dani Pedrosa (Honda)                            |
|        |      |         |            |                                                 |                                                  |                                                  |                                                  |                                                 |
| 19     | 2017 | Misano  | Moto3      | Romano Fenati (Honda)                           | Joan Mir (Honda)                                 | Fabio Di Giannantonio (Honda)                    | Jorge Martín (Honda)                             | Romano Fenati (Honda)                           |
| 19     | 2017 | Misano  | Moto2      | Thomas Lüthi (Kalex)                            | Hafizh Syahrin (Kalex)                           | Francesco Bagnaia (Kalex)                        | Mattia Pasini (Kalex)                            | Brad Binder (KTM)                               |
| 19     | 2017 | Misano  | MotoGP     | Marc Márquez (Honda)                            | Danilo Petrucci (Ducati)                         | Andrea Dovizioso (Ducati)                        | Maverick Viñales (Yamaha)                        | Marc Márquez (Honda)                            |
|        |      |         |            |                                                 |                                                  |                                                  |                                                  |                                                 |
| 20     | 2018 | Misano  | Moto3      | Lorenzo Dalla Porta (Honda)                     | Jorge Martín (Honda)                             | Fabio Di Giannantonio (Honda)                    | Jorge Martín (Honda)                             | Gabriel Rodrigo (KTM)                           |
| 20     | 2018 | Misano  | Moto2      | Francesco Bagnaia (Kalex)                       | Miguel Oliveira (KTM)                            | Marcel Schrötter (Kalex)                         | Francesco Bagnaia (Kalex)                        | Mattia Pasini (Kalex)                           |
| 20     | 2018 | Misano  | MotoGP     | Andrea Dovizioso (Ducati)                       | Marc Márquez (Honda)                             | Cal Crutchlow (Honda)                            | Jorge Lorenzo (Ducati)                           | Andrea Dovizioso (Ducati)                       |
|        |      |         |            |                                                 |                                                  |                                                  |                                                  |                                                 |
| 21     | 2019 | Misano  | MotoE      | Matteo Ferrari (Energica)                       | Héctor Garzó (Energica)                          | Xavier Siméon (Energica)                         | Alex de Angelis (Energica)                       | Matteo Ferrari (Energica)                       |
| 21     | 2019 | Misano  | MotoE      | Matteo Ferrari (Energica)                       | Héctor Garzó (Energica)                          | Mattia Casadei (Energica)                        | Alex de Angelis (Energica)                       | Héctor Garzó (Energica)                         |
| 21     | 2019 | Misano  | Moto3      | Tatsuki Suzuki (Honda)                          | John McPhee (Honda)                              | Tony Arbolino (Honda)                            | Tatsuki Suzuki (Honda)                           | Andrea Migno (KTM)                              |
| 21     | 2019 | Misano  | Moto2      | Augusto Fernández (Kalex)                       | Fabio Di Giannantonio (Speed Up)                 | Álex Márquez (Kalex)                             | Fabio Di Giannantonio (Speed Up)                 | Augusto Fernández (Kalex)                       |
| 21     | 2019 | Misano  | MotoGP     | Marc Márquez (Honda)                            | Fabio Quartararo (Yamaha)                        | Maverick Viñales (Yamaha)                        | Maverick Viñales (Yamaha)                        | Marc Márquez (Honda)                            |
|        |      |         |            |                                                 |                                                  |                                                  |                                                  |                                                 |
| 22     | 2020 | Misano  | MotoE      | Matteo Ferrari (Energica)                       | Xavier Siméon (Energica)                         | Dominique Aegerter (Energica)                    | Mattia Casadei (Energica)                        | Dominique Aegerter (Energica)                   |
| 22     | 2020 | Misano  | Moto3      | John McPhee (Honda)                             | Ai Ogura (Honda)                                 | Tatsuki Suzuki (Honda)                           | Ai Ogura (Honda)                                 | Ryusei Yamanaka (Honda)                         |
| 22     | 2020 | Misano  | Moto2      | Luca Marini (Kalex)                             | Marco Bezzecchi (Kalex)                          | Enea Bastianini (Kalex)                          | Luca Marini (Kalex)                              | Luca Marini (Kalex)                             |
| 22     | 2020 | Misano  | MotoGP     | Franco Morbidelli (Yamaha)                      | Francesco Bagnaia (Ducati)                       | Joan Mir (Suzuki)                                | Maverick Viñales (Yamaha)                        | Francesco Bagnaia (Ducati)                      |
|        |      |         |            |                                                 |                                                  |                                                  |                                                  |                                                 |
| 23     | 2021 | Misano  | MotoE      | Jordi Torres (Energica)                         | Dominique Aegerter (Energica)                    | Mattia Casadei (Energica)                        | Jordi Torres (Energica)                          | Kevin Zannoni (Energica)                        |
| 23     | 2021 | Misano  | MotoE      | Matteo Ferrari (Energica)                       | Mattia Casadei (Energica)                        | Miquel Pons (Energica)                           | Jordi Torres (Energica)                          | Dominique Aegerter (Energica)                   |
| 23     | 2021 | Misano  | Moto3      | Dennis Foggia (Honda)                           | Niccolò Antonelli (KTM)                          | Andrea Migno (Honda)                             | Romano Fenati (Husqvarna)                        | Romano Fenati (Husqvarna)                       |
| 23     | 2021 | Misano  | Moto2      | Raúl Fernández (Kalex)                          | Remy Gardner (Kalex)                             | Arón Canet (Boscoscuro)                          | Raúl Fernández (Kalex)                           | Raúl Fernández (Kalex)                          |
| 23     | 2021 | Misano  | MotoGP     | Francesco Bagnaia (Ducati)                      | Fabio Quartararo (Yamaha)                        | Enea Bastianini (Ducati)                         | Francesco Bagnaia (Ducati)                       | Enea Bastianini (Ducati)                        |
|        |      |         |            |                                                 |                                                  |                                                  |                                                  |                                                 |
| 24     | 2022 | Misano  | MotoE      | Mattia Casadei (Energica)                       | Dominique Aegerter (Energica)                    | Matteo Ferrari (Energica)                        | Dominique Aegerter (Energica)                    | Matteo Ferrari (Energica)                       |
| 24     | 2022 | Misano  | MotoE      | Matteo Ferrari (Energica)                       | Mattia Casadei (Energica)                        | Eric Granado (Energica)                          | Dominique Aegerter (Energica)                    | Matteo Ferrari (Energica)                       |
| 24     | 2022 | Misano  | Moto3      | Dennis Foggia (Honda)                           | Jaume Masiá (KTM)                                | Izan Guevara (GasGas)                            | Deniz Öncü (KTM)                                 | Dennis Foggia (Honda)                           |
| 24     | 2022 | Misano  | Moto2      | Alonso López (Boscoscuro)                       | Arón Canet (Kalex)                               | Augusto Fernández (Kalex)                        | Celestino Vietti (Kalex)                         | Ai Ogura (Kalex)                                |
| 24     | 2022 | Misano  | MotoGP     | Francesco Bagnaia (Ducati)                      | Enea Bastianini (Ducati)                         | Maverick Viñales (Aprilia)                       | Jack Miller (Ducati)                             | Enea Bastianini (Ducati)                        |
|        |      |         |            |                                                 |                                                  |                                                  |                                                  |                                                 |
| 25     | 2023 | Misano  | MotoE      | Mattia Casadei (Ducati)                         | Héctor Garzó (Ducati)                            | Nicholas Spinelli (Ducati)                       | Mattia Casadei (Ducati)                          | Héctor Garzó (Ducati)                           |
| 25     | 2023 | Misano  | MotoE      | Nicholas Spinelli (Ducati)                      | Héctor Garzó (Ducati)                            | Mattia Casadei (Ducati)                          | Mattia Casadei (Ducati)                          | Héctor Garzó (Ducati)                           |
| 25     | 2023 | Misano  | Moto3      | David Alonso (GasGas)                           | Jaume Masiá (Honda)                              | Deniz Öncü (KTM)                                 | Jaume Masiá (Honda)                              | David Alonso (GasGas)                           |
| 25     | 2023 | Misano  | Moto2      | Pedro Acosta (Kalex)                            | Celestino Vietti (Kalex)                         | Alonso López (Boscoscuro)                        | Celestino Vietti (Kalex)                         | Celestino Vietti (Kalex)                        |
| 25     | 2023 | Misano  | MotoGP     | Jorge Martín (Ducati)                           | Marco Bezzecchi (Ducati)                         | Francesco Bagnaia (Ducati)                       | Jorge Martín (Ducati)                            | Francesco Bagnaia (Ducati)                      |

## Voetnoten
1981 · 1982 · 1983 · 1984 · 1985 · 1986 · 1987 · 1991 · 1993 · 2007 · 2008 · 2009 · 2010 · 2011 · 2012 · 2013 · 2014 · 2015 · 2016 · 2017 · 2018 · 2019 · 2020 · 2021 · 2022 · 2023 · 2024 · 2025